# Idrissa Nassa
Idrissa Nassa est un entrepreneur et banquier Burkinabé. Il est le fondateur de Coris Bank International (CBI). Une banque qui a plusieurs filiale en Côte d'Ivoire, Mali, Bénin, Togo, Guinée-Conakry, Niger, Sénégal...

## Biographie

### Enfance, formation et débuts
Il aurait 5 enfants. 

## Carrière
Il est le fondateur de la Coris Bank International,,.
Sa passion pour l’entrepreneuriat commence en 1984 dans le secteur de l’industrie et du négoce international. Dans la sous-région, en 1990, il faisait partie des plus gros négociants de produits de grande consommation.
Les années 2000 et 2001 sont des années charnières pour lui. Il commence à diversifier son business en investissant dans différents secteurs dont l’immobilier et l’hôtellerie, deux secteurs intimement liés.
Idrissa Nassa investit dans le secteur de l’industrie graphique et enfin dans une institution financière en pleine crise institutionnelle la Financière du Burkina (FIB). Cinq ans après[Quand ?], il réussit le pari de relever cette institution en la plaçant en pole position des institutions financières au Burkina Faso. 
En 2021, il envisage de participer à la recomposition de la gouvernance d'Orabank.
En mars 2022, il inaugure la première agence de Coris Bank en Guinée-Bissau.

## Loisirs
Il est un grand amateur des « Étalons » du Burkina Faso. Il a invité à plusieurs reprises le joueur Burkinabé Bertrand Traoré sur son yacht pour célébrer son anniversaire. Il admet aussi un grand respect pour l’entraîneur actuel Kamou Malo qu’il compare à Pep Guardiola pour le style de jeu qu’il propose.